# Desenho mecânico

Desenho mecânico

Desenho mecânico é a representação gráfica voltada ao projeto de máquinas, motores, peças mecânicas.
O desenhista mecânico realiza desenhos, projeções e cortes utilizando principalmente meios eletrônicos, prepara folhas de trabalho e diagramas detalhados de máquinas e peças e de projetos mecânicos contendo as informações necessárias para a sua produção e documentação e elabora relatórios e outras formas de documentação textual, de acordo com as normas técnicas ABNT, ISO ou DIN, em condições de qualidade, segurança e preservação ambiental.
Um desenho técnico deve conter vistas que demonstrem todos os detalhes necessários para a execução do projeto. As vistas adotadas no Brasil são em projeção de 1º diedro (também utilizado em toda a Europa), que contém 4 vistas: vista frontal, superior, lateral esquerda e lateral direita.
Se possível um desenho pode conter apenas uma vista, desde que seja adotada apenas a frontal, pois quando se cria um desenho deve-se convencionar que o máximo de detalhes possa ser demontrado nesta vista.
Detalhes ocultos (furos, rebaixos, rasgos) podem ser demonstrados através de linhas tracejadas, meio corte, cortes parciais ou em outras vistas.
Normalmente, se o desenho não contiver nenhuma indicação, deve-se supor que todas as medidas estão em milímetros.
As folhas adotadas em desenho técnico mecânico são no formato A devendo-se usar margem adequada para cada tipo de folha de acordo com a Norma NBR6462.
Podem ser:
- A0 - Margens de 10mm na direita, superior e inferior e 25mm na esquerda
- A1 - Margens de 10mm na direita, superior e inferior e 25mm na esquerda
- A2 - Margens de 7mm na direita, superior e inferior e 25mm na esquerda
- A3 - Margens de 7mm na direita, superior e inferior e 25mm na esquerda
- A4 - Margens de 7mm na direita, superior e inferior e 25mm na esquerda

Podem ser usadas tanto tipo retrato como tipo paisagem. ~
Em casos de peças de grande porte que não caibam nestes formatos de folha, utiliza-se escala de redução, ou em casos de peças muito pequenas podem ser adotadas escalas de ampliação, sendo as escalas de redução adotadas da seguinte maneira 1:2 (lê-se um por dois) que significa: 1 mm (unidade padrão da mecânica) no desenho equivale a 2mm na peça. Podendo ser adotadas as escalas de 1:5 e 1:10. Nas escalas de ampliação adotamos como 2:1 5:1 10:1.
Linhas
As linhas são a base do desenho. Combinando-se linhas de diferentes tipos e espessuras, é possível descrever graficamente qualquer peça que se queira produzir, com clareza e riqueza de detalhes.
De acordo com a ABNT, as linhas básicas recomentadas para o desenho técnico são as seguintes:
Linha para arestas e contornos visíveis
É continua larga (0,7) e indica todas as partes visíveis do projeto, determinando-lhe o contorno.
Linha para arestas e contornos não visíveis
É um traço interrompido (0,5) indica todas as partes não visíveis de um desenho.
Linha de centro e eixo de simetria
Trata-se de uma linha estreita (0,35), formada por traços e pontos alternados.
Linha auxiliar
Uma linha contínua e estreita, auxiliar para linha de cota, indicanto limites de uma medida.
Linha de cota
Trata-se de uma linha estreita e contínua limitada por flechas agudas. Em casos especiais, usam-se pontos ou traços no lugar das flechas. As pontas das flechas devem tocar as linhas auxiliares.